# Brödsvamp
Brödsvamp (Halichondria panicea) är ett svampdjur som förekommer i Medelhavet och norra Atlanten med angränsande regioner. Den har oftast en gulaktig färg men kan även ha en svag grön beläggning på grund av alger som lever inne bland brödsvampens celler och kan mäta upp till 35 centimeter. Brödsvamp kan även kallas för klumpsvamp, brödspongie eller brödbrosksvamp.
Halichondria panicea är det vetenskapliga namnen för brödsvampen. Släktnamnet Halichondria kan härledas från hals, i genitiv form halos, som är grekiska och betyder havet, och chondros, dimitiv form chondrion, som också är grekiska och betyder brosk. Artepitetet panicea kan härledas från paniceus som är latin och betyder "gjort av bröd".
Brödsvampen har oftast mycket olika former, det vill säga nästan ingen brödsvamp ser likadan ut. Inne i brödsvampen finns det små hålrum, som i ett jäst bröd. Brödsvampen lever helst på alger eller stenar, gärna nära stränder i skuggiga lägen. Brödsvampen är en suspensionsätare som främst konsumerar fytoplankton.
Brödsvampen håller sig till ett djup mellan 0 och hela 183 meter.